# Trichoglossus rubiginosus
Il lorichetto di Pohnpei (Trichoglossus rubiginosus (Bonaparte, 1850)) è un uccello della famiglia Psittaculidae.

## Distribuzione e habitat
È endemico della Micronesia.

Il suo habitat naturale sono le foreste umide di pianura subtropicali o tropicali.